# Herb Eswatini
Herb Eswatini – jeden z oficjalnych symboli Eswatini.

## Opis
Herb przedstawia lwa i słonia podtrzymujących tradycyjną tarczę Nguni. Lew symbolizuje króla, słoń królową-matkę, a tarcza jest symbolem ochrony. "Lew Narodu" czyli król strzeże dóbr kraju, a gdy jest niedysponowany zastępuje go "Duża Słonica" czyli matka. Ponad tarczą umieszczone jest nakrycie głowy wykonane z ptasich piór, przywdziewane podczas święta plonów - Ncwala. Poniżej tarczy na wstędze umieszczono motto narodowe Suazi: Siyinqaba, oznaczające „Jesteśmy twierdzą”.